# Julius von Payer
Julius von Payer (Teplice, 1. rujna 1842. – Veldes, 30. kolovoza 1915.) bio je austrijski polarni istraživač.
Od 1872. do 1874. bio je jedan od voditelja austrougarske ekspediciju na Sjeverni pol. Godine 1873. otkrili su otočje koje su nazvali Zemlja Franje Josipa.
Po njemu je nazvan jedan rt na istočnom Grenlandu.

### Mrežna sjedišta
- Payer, Julius von. Hrvatska enciklopedija LZMK. Pristupljeno 21. srpnja 2025.